# Krowiniec (Tatry)

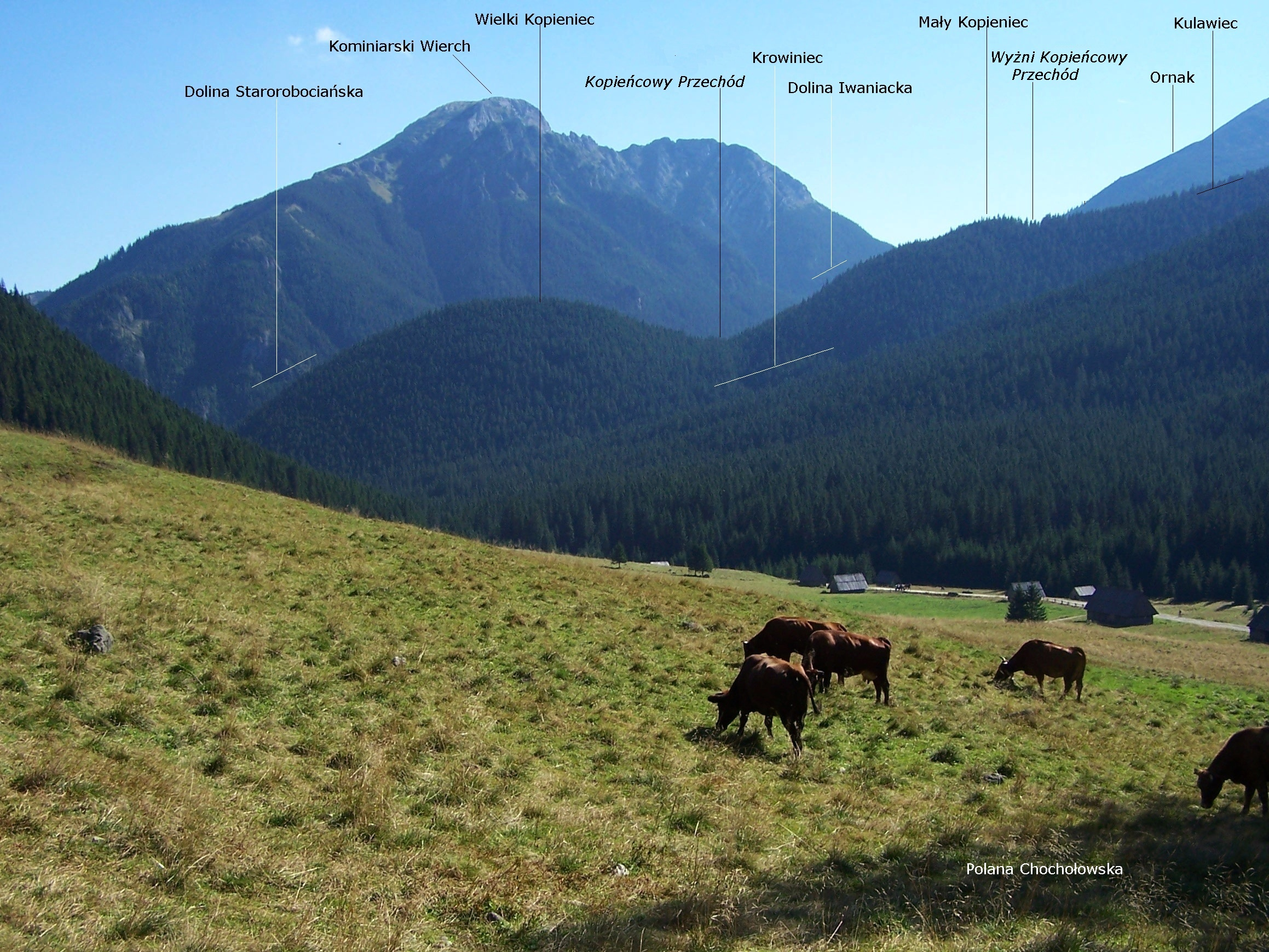
Widok z Polany Chochołowskiej

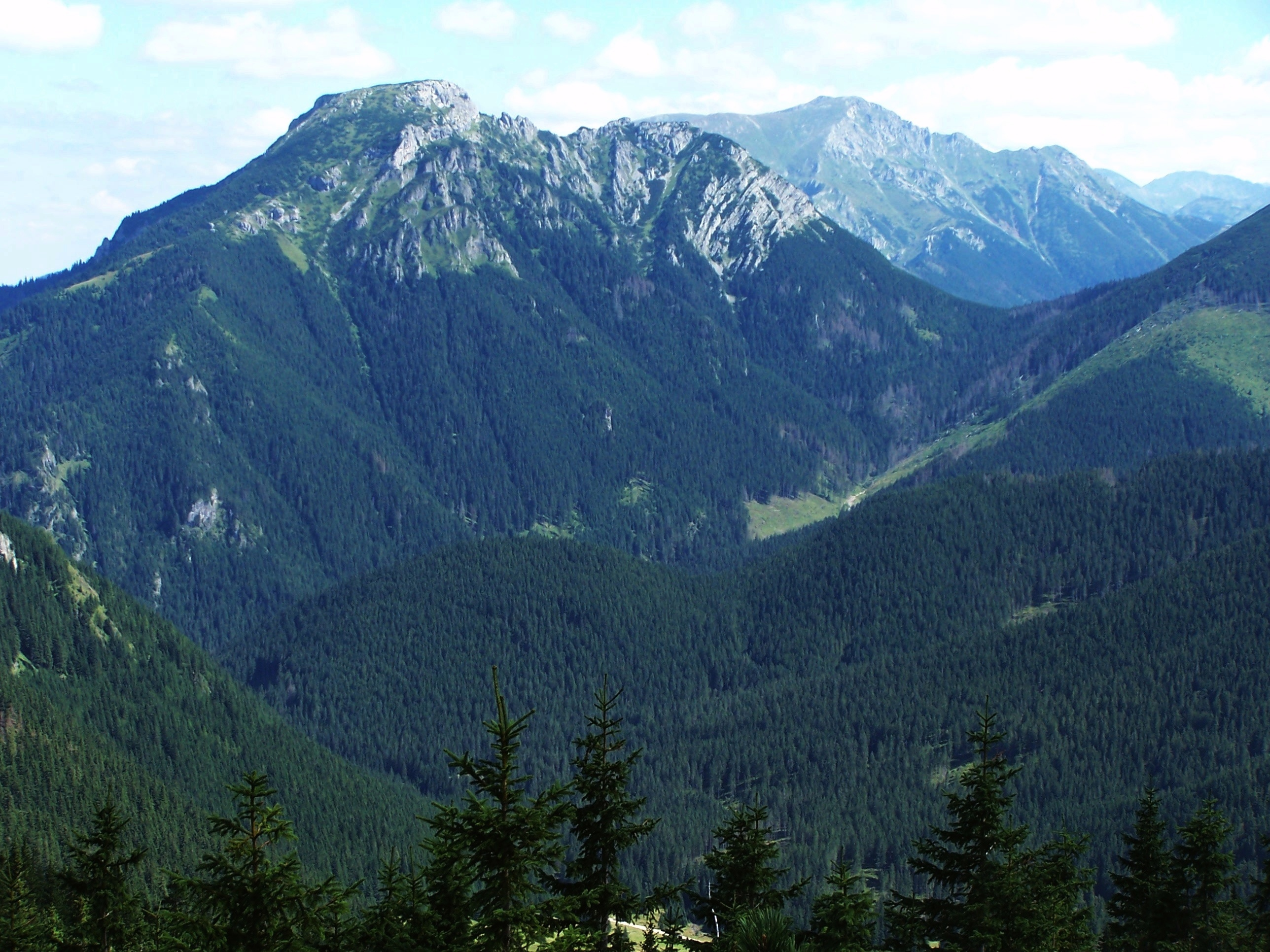
Widok z Grzesia

Krowiniec – żleb w Dolinie Chochołowskiej w Tatrach Zachodnich. Na niektórych mapach opisywany jest jako Krowieniec, przez turystów często nazywany Krowim Żlebem. Wcina się w północne stoki Trzydniowiańskiego Wierchu, pomiędzy Wielki i Mały Kopieniec z jednej strony a grzbiet Ptasińca z drugiej strony.
Jest całkowicie porośnięty lasem i prowadzi przez niego szlak turystyczny na Trzydniowiański Wierch. Podejście przez Krowiniec uważane jest przez turystów za uciążliwe, szczególnie przy schodzeniu. Znaczna część podejścia bowiem to wysokie schody, wyżej ścieżka jest częściowo zarośnięta kosodrzewiną.
Krowiniec ma wylot na polanie Trzydniówce i podobnie jak polana należał dawniej do Hali Trzydniówka. Nazwa żlebu wskazuje, że zapewne wypasano w nim krowy. Jednakże wypas na tej hali zniesiono już w 1925, a część hali zalesiono.

## Szlaki turystyczne
– czerwony, zataczający pętlę od polany Trzydniówki w Dolinie Chochołowskiej przez Krowiniec, Trzydniowiański Wierch i Wyżnią Jarząbczą Polanę na Polanę Chochołowską